# موری سیدیبه
موری سیدیبه (انگلیسی: Mory Sidibé؛ زادهٔ ۱۷ ژوئن ۱۹۸۷ در تورسی، سنه مرن) بازیکن والیبال اهل فرانسه است. وی در حال حاضر عضو تیم ملی والیبال فرانسه و باشگاه پاریس است.